# Rally de Montecarlo de 1935
El Rally de Montecarlo de 1935 fue la decimocuarta edición y se celebró entre el 19 y el 27 de enero.
Un total de 170 participantes tomaron la salida desde catorce localidades distintas con destino a Mónaco: Atenas, Ámsterdam, Berlín, Bucarest, Hamogate, John o'Groats, Koenisberg, Le Mans, Lisboa, Palermo, Stavenger, Tullinn, Umca y Valença. Cada ciudad tenía asignada un coeficiente y diferentes puntos de control distribuidos a lo largo del recorrido. El día 19 de enero tomó la salida el itinerario con mayor dificultad y posteriormente lo hicieron el resto de ciudades. Los participantes podían elegir su punto de partida y el recorrido tenían que realizarlo a una velocidad media de 40 km/h salvo en los últimos 1000 km que se haría a 50 km/h. Se permitía la participación de todo tipo de vehículos divididos en dos categorías: superior a 1500 cc y un mínimo de cuatro plazas, e inferior a 1500 cc.
A Mónaco llegaron 104 coches de los cuales siete tenían penalización, por lo que solo 97 podrían participar en las pruebas finales realizadas en la ciudad consistentes en una salida en frío, y una prueba de aceleración, velocidad y frenaje.
El ganador fue Charles Lahaye con vehículo Renault que tomó la salida desde Stavanger y obtuvo 1.073 puntos. En la categoría de 1500 cc venció Ridley con un Triumph; en la copa para damas lo hizo Mme. Marinovitch que partió desde Palermo con un Ford . El periódico Le Journal también  otorgó un premio al participante Sontag con un Ford.

## Clasificación general
| Pos. | Piloto              | Copiloto         | Automóvil              |
| ---- | ------------------- | ---------------- | ---------------------- |
| 1.   | Charles Lahaye      | René Quatresous  | Renault Nervasport     |
| 2.   | Jack C. Ridley      | Bandera de ?     | Triumph Gloria Special |
| 3.   | Lucy Schell         | Laury Schell     | Delahaye 135           |
| 4.   | R. Guyot            | Bandera de ?     | Renault                |
| 5.   | J. W. Whalley       | Bandera de ?     | Ford V8                |
| 6.   | V. Linders          | Bandera de ?     | Ford                   |
| 7.   | Gerard Bakker-Schut | Ernest Mutsaerts | Ford V8                |
| 8.   | L. Rouxel           | Julio Quinlin    | Peugeot                |
| 9.   | Doll L. Westren     | Bandera de ?     | Ford V8                |
| 10.  | R. Husem            | Larsen           | Fiat                   |